# Любовнянський договір
Любовнянський договір 1412 року — договір між польським королем Владиславом II і угорським королем Сигізмундом Люксембургським. Вони вели переговори в місті Любло (сьогодні Стара Любовня, Словаччина), пізніше того ж року вони були підтверджені в Буді.

## Договір
Договір був укладений Стибором зі Стіборича та Завішою Чорним, двома найвідомішими польськими лицарями пізнього Середньовіччя. Угорська держава переживала великі фінансові проблеми через постійні війни з Османською імперією, а також тиск з боку роду Габсбургів. Положення договору передбачали підтвердження Першого Торунського миру між Польщею та Тевтонським рицарським орденом. У той же час Угорщина таємно запропонувала підтримати права Польщі на провінцію Померанія, втрачену Тевтонським орденом. Нарешті, в обмін на позику в шістдесятикратному розмірі 37 000 празьких грошей, тобто приблизно сім тонн чистого срібла, угорська корона заклала 16 багатих соляних міст в районі Спиша (Шепеш), а також право інкорпорувати їх до Польщі до погашення боргу.
Після зустрічі в Старій Любовні польська делегація разом з королем Владиславом Ягайлом вирушила до Кошиці, де їх зустрів угорський король. Потім вони попрямували до Токая, Дебрецена і, нарешті, до могили святого Ласло в Надьвараді. Звідти вони вирушили до Буди, де договір був офіційно підписаний у присутності короля Боснії Твртко II, чотирнадцяти герцогів і князів, трьох архієпископів, одинадцяти єпископів і послів сімнадцяти держав, включаючи Татарську Орду та Османську імперію, а також приблизно 40 000 шляхтичів і лицарів. На згадку про цю подію було організовано турнір, в якому взяли участь як польські, так і угорські лицарі. Серед них були Завіша Чорний, його брат Фірлей, Сцибор Єджни з Остой, Добко з Олешниці та Повала з Тачева.

## Наслідки
Договір ніколи не розривався, але борг не був погашений, і територія Спиша залишалася частиною Польщі до поділу Польщі наприкінці XVIII століття, коли в 1769 році, під час Барської конфедерації, австрійські війська Йосипа II, імператора Священної Римської імперії взяли під свій контроль міста, діючи під приводом захисту регіону від війни. Регіон ніколи не повертався до Польщі; натомість слабкість Польщі спонукала Габсбурзьку монархію взяти участь у Першому поділі Польщі.